# Distrito electoral federal 19 del estado de México
El XIX Distrito Electoral Federal del Estado de México es uno de los 300 distritos electorales en los que se encuentra dividido el territorio de México para la elección de diputados federales y uno de los 40 en los que se divide el Estado de México. Su cabecera distrital es Tlalnepantla de Baz.
El Distrito XIX se encuentra en la región norte del Valle de México. Desde 2022 el distrito electoral está conformado por la región principal del Municipio de Tlalnepantla de Baz, el exclave oriental del municipio pertenece al Distrito XVI. Lo conforman 302 secciones electorales.

## Distritaciones anteriores

### Distritación 1996 - 2005
Entre 1996 a 2005 el territorio del Distrito XIX fue integrado por la región sur y la región oriental del municipio de Tlalnepantla de Baz, ambas regiones se encontraban separadas por el Distrito XV.
El Distrito XIX del estado de México fue creado en 1977 a raíz de la reforma electoral de ese año, por lo que ha elegido diputado a partir de 1979 a la LI Legislatura.

### Distritación 2005 - 2017
Entre 2005 y 2017 en territorio del distrito electoral federal fue conformado por las regiones central, sur y oriental del municipio de Tlalnepantla de Baz. Su cabecera distrital era Ciudad de Tlalnepantla.

### Distritación 2017 - 2022
Tras la distritación electoral nacional de 2014-2017 llevada a cabo por el Instituto Nacional Electoral el territorio del distrito electoral federal permaneció igual a la distritación anterior, siendo integrado por las reciones central, sur y oriental del municipio de Tlalnepantla de Baz. Su cabecera distrital era Ciudad de Tlalnepantla.

## Diputados por el distrito
| Legislatura | Periodo                                          | Diputado                           | Grupo parlamentario                  |
| ----------- | ------------------------------------------------ | ---------------------------------- | ------------------------------------ |
| LI          | 1 de septiembre de 1979-31 de agosto de 1982     | Humberto Lira Mora                 | Partido Revolucionario Institucional |
| LII         | 1 de septiembre de 1982-31 de agosto de 1985     | Ernesto Andonegui Luna             | Partido Revolucionario Institucional |
| LIII        | 1 de septiembre de 1985-31 de agosto de 1988     | María Guadalupe Ponce Torres       | Partido Revolucionario Institucional |
| LIV         | 1 de septiembre de 1988-31 de octubre de 1991    | Mario Ruiz de Chávez García        | Partido Revolucionario Institucional |
| LV          | 1 de noviembre de 1991-31 de octubre de 1994     | Enrique Jacob Rocha                | Partido Revolucionario Institucional |
| LVI         | 1 de noviembre de 1994-31 de agosto de 1997      | Jorge Adolfo Cejudo Díaz           | Partido Revolucionario Institucional |
| LVII        | 1 de septiembre de 1997-23 de agosto de 2000     | Martín Matamoros Castillo          | Partido Acción Nacional              |
| LVIII       | 1 de septiembre de 2000-31 de agosto de 2003     | Felipe Olvera Nieto                | Partido Acción Nacional              |
| LIX         | 1 de septiembre de 2003-31 de agosto de 2006     | Francisco Javier Landero Gutiérrez | Partido Acción Nacional              |
| LX          | 1 de septiembre de 2006-30 de abril de 2009      | Mario Enrique del Toro             | Partido de la Revolución Democrática |
| LX          | 30 de abril de 2009-29 de junio de 2009          | Bulmaro Guerrero Cárdenas          | Partido de la Revolución Democrática |
| LX          | 29 de junio de 2009-31 de agosto de 2009         | Mario Enrique del Toro             | Partido de la Revolución Democrática |
| LXI         | 1 de septiembre de 2009-1 de abril de 2012       | Amador Monroy Estrada              | Partido Revolucionario Institucional |
| LXI         | 1 de abril de 2012-17 de abril de 2012           | Vacante                            | Partido Revolucionario Institucional |
| LXI         | 17 de abril de 2012-26 de abril de 2012          | Amador Monroy Estrada              | Partido Revolucionario Institucional |
| LXI         | 26 de abril de 2012-31 de agosto de 2012         | Vacante                            | Partido Revolucionario Institucional |
| LXII        | 1 de septiembre de 2012-2 de marzo de 2015       | Denisse Ugalde Alegría             | Partido Revolucionario Institucional |
| LXII        | 3 de marzo de 2015-31 de agosto de 2015          | Nadya de Jesús Cruz Serrano        | Partido Revolucionario Institucional |
| LXIII       | 1 de septiembre de 2015-16 de septiembre de 2017 | Pablo Basáñez García               | Partido Revolucionario Institucional |
| LXIII       | 19 de septiembre de 2017-31 de agosto de 2018    | Rafael Arturo Balcázar Narro       | Partido Revolucionario Institucional |
| LXIV        | 1 de septiembre de 2018-31 de agosto de 2021     | Ulises Murguía Soto                | Movimiento Regeneración Nacional     |
| LXV         | 1 de septiembre de 2021-24 de abril de 2024      | Krishna Romero Velázquez           | Partido Acción Nacional              |
| LXV         | 24 de abril de 2024-3 de junio de 2024           | Vacante                            | Partido Acción Nacional              |
| LXV         | 3 de junio de 2024-31 de agosto de 2024          | Krishna Romero Velázquez           | Partido Acción Nacional              |
| LXVI        | 1 de septiembre de 2024-                         | Gabriela Valdepeñas González       | Movimiento Regeneración Nacional     |

## Resultados electorales

### Elecciones de 2024
|  | 46.10 % |

|  | 43.86 % |

|  | 8.09 % |

|  | 0.07 % |

|  | 1.88 % |

|  | 100.0 % |

|  | 70.60 % |

### Elecciones de 2021
|  | 50.81 % |

|  | 36.03 % |

|  | 2.89 % |

|  | 2.61 % |

|  | 1.98 % |

|  | 1.23 % |

|  | 1.09 % |

|  | 0.69 % |

|  | 0.09 % |

|  | 2.58 % |

|  | 100.00 % |

|  | 55.52 % |

### Elecciones de 2018
|  | 47.89 % |

|  | 26.29 % |

|  | 23.07 % |

|  | 0.07 % |

|  | 2.68 % |

|  | 100.00 % |

|  | 68.84 % |

### Elecciones de 2015
|  | 30.83 % |

|  | 23.17 % |

|  | 11.90 % |

|  | 9.74 % |

|  | 6.57 % |

|  | 3.59 % |

|  | 3.45 % |

|  | 3.06 % |

|  | 1.59 % |

|  | 0.21 % |

|  | 5.89 % |

|  | 100.00 % |

### Elecciones de 2012
|  | 38.05 % |

|  | 34.02 % |

|  | 22.18 % |

|  | 2.92 % |

|  | 0.09 % |

|  | 2.75 % |

|  | 100.00 % |

### Elecciones de 2009
|  | 34.58 % |

|  | 33.50 % |

|  | 8.49 % |

|  | 6.50 % |

|  | 5.89 % |

|  | 2.73 % |

|  | 1.32 % |

|  | 0.22 % |

|  | 6.79 % |

|  | 100.00 % |

### Elecciones de 2006
|  | 36.77 % |

|  | 36.47 % |

|  | 16.72 % |

|  | 6.15 % |

|  | 3.57 % |

|  | 0.19 % |

|  | 1.57 % |

|  | 100.00 % |